# 前川虎造

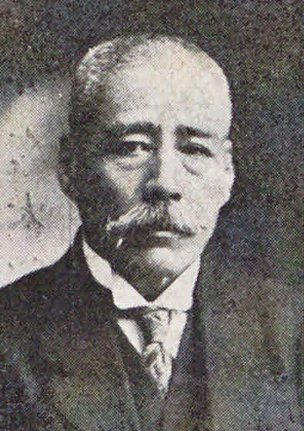
前川虎造

前川 虎造（まえかわ とらぞう、1864年4月9日（元治元年3月4日） - 1926年（大正15年）6月17日）は、衆議院議員（立憲国民党→革新倶楽部）、ジャーナリスト。族籍は和歌山県平民。

## 経歴
紀伊国那賀郡田中村（現在の和歌山県紀の川市）出身。前川彌兵衛の長男。
年少のころより政治に興味を持ち、自由民権運動に心酔した。1885年（明治18年）、那賀郡長児玉仲児の知遇を得て、郡書記となるが、児玉の欧化主義と合わず、2年で辞職した。その後、和歌山県会の書記となるが、児玉が県会議員に当選し、議長に就任したため辞職した。
官を辞した後は新聞記者となり、紀陽新報主筆を経て、大阪で立憲改進党機関紙の「東雲新聞」に入った。やがて代議士坂本金弥と知り合い、坂本の経営する「中国民報」に主筆として迎えられた。第1次護憲運動の際には上京して、坂本の所属していた立憲国民党の犬養毅とともに遊説活動を行った。のち坂本が立憲同志会に参加するため離党すると、袂を分かって「中国民報」を辞し、残留した犬養の腹心として、国民党幹事に就任した。
1915年（大正4年）、第12回衆議院議員総選挙に出馬し、当選。以後、当選回数は3回を数えた。

## 人物
住所は東京府豊多摩郡千駄ヶ谷町大字原宿。

## 家族
前川家
- 妻・静子（1888年 - ?、山口士族、三吉隆治の姉）[3]